# Anthicus custodiae
Anthicus custodiae är en skalbaggsart som beskrevs av Floyd G. Werner 1964. 
Anthicus custodiae ingår i släktet Anthicus och familjen kvickbaggar. Inga underarter finns listade i Catalogue of Life.